# Ofensiva de Latakia de 2013
La Ofensiva de Latakia de 2013 —llamada Operación Liberación de la Costa por el ELS, y Los Descendientes de Aisha, Madre de los Creyentes por los islamistas— fue una campaña lanzada por fuerzas rebeldes yihadistas salafistas en la Gobernación de Latakia, en el marco de la Guerra Civil Siria. Entre los atacantes participaron alrededor de una decena de grupos terroristas, incluyendo el Estado Islámico de Irak y el Levante y el Frente al Nusra, afiliado con Al Qaeda.
La ofensiva comenzó a principios de agosto de 2013. Durante la campaña, las fuerzas rebeldes capturaron una docena de pueblos. Sin embargo, al par de semanas, la contraofensiva gubernamental recapturó todo el territorio perdido previamente a manos rebeldes.

## Objetivos y planificación
El objetivo aparente de la ofensiva era capturar la ciudad de Al-Haffah, aunque los partidarios del gobierno asumieron que la conquista del Monte Nabi Younes era probablemente su objetivo real. Un posible efecto secundario calculado habría sido provocar más violencia sectaria en Siria al llevar a cabo un ataque sectario en una zona de mayoría alauí.
Según un informe de Human Rights Watch, dos kuwaitíes, Sheikh Hajjej al-Ajami y Shafi al-Ajami, tuvieron un papel importante en la adquisición de recursos financieros para la operación La planificación y la recaptación de fondos para la operación empezó probablemente en abril de 2013.
Según el informe, el 4 de agosto, Shafi al-Ajami, explicó en Twitter que 40 grupos distintos se habían reunido para discutir la operación. En la reunión se decidió que Ahrar al-Sham operando en la región costera lideraría la ofensiva, y el grupo eligió un comité para recibir fondos y armas, y resolver disputas.

## Ofensiva

### Avance rebelde
El 4 de agosto de 2013, un número estimado de entre 1500 y 2000 rebeldes, 300 de ellos extranjeros, lanzaron una ofensiva desde Salma, un pueblo controlado por rebeldes, hasta la provincia de Latakia, zona predominantemente alauí y progubernamental. La ofensiva empezó con un ataque rebelde a 10 villas alauíes en el área montañosa de Jabal al-Akrad. También se desplegaron tanques rebeldes, disparando contra las villas. Durante el día, las ambulancias llevaron a soldados heridos del gobierno desde al frente hasta Latakia. En cuanto a las bajas rebeldes, entre los fallecidos en el ataque inicial se encontraban tunecinos, libios, saudíes y jordanos.
En una ocasión durante la lucha, un terrorista suicida rebelde detonó su coche, matando a por lo menos 15 milicianos de la FDN y soldados. Al finalizar el primer día, los rebeldes se habían apoderado de cinco villas y capturado a 400 habitantes alauíes y milicianos progubernamentales, incluyendo un clérigo alauí influyente, Badr Ghazal. Cientos de civiles alauíes huyeron a Latakia.
El 5 de agosto, los rebeldes consiguieron avanzar hasta las afueras del pueblo alauí de Aramo, a 20 km de Qardaha, el pueblo natal del presidente Bashar al-Asad, que también contiene un mausoleo del padre de Asad, Hafez al-Asad. Las fuerzas rebeldes usaron misiles anti-tanque suministrados recientemente, con un éxito devastador, según se informó. Un activista de la oposición indicó que tres tanques del ejército fueron destruidos en una colina con vistas a Salma. Más tarde, se informó que las fuerzas de la oposición habían capturado Aramo, junto con otra villa. Además, se habían producido enfrentamientos durante la mañana en numerosos puestos del ejército en las localidades de Estriya, Baruda, Kafreya y Tela del área de Jabal al-Akrad.
Los rebeldes también intentaron avanzar hacia el área montañosa de Jabal Turkman. Sin embargo, durante el segundo día del ataque, las fuerzas gubernamentales lanzaron una contraofensiva y consiguieron recapturar uno de los pueblos que habían perdido el día anterior, Beit al-Shakuhi. El contraataque se efectuó mientras llegaban nuevos refuerzos gubernamentales en un intento de hacer retroceder a los rebeldes.
Aunque la ofensiva rebelde fue alabada por algunos de sus simpatizantes, otros se opusieron a la apertura del frente. Un militante opositor señaló que los rebeldes «tienen la costumbre de luchar sin prepararse tan pronto como sienten que tienen armas suficientes. Pero no están preparados... y la respuesta del régimen será una locura.» Los Estados Unidos, partidario principal del Ejército Libre Sirio, estaban en contra de atacar Latakia, porque podía causar ataques de venganza por alauíes contra la mayoría suní e incrementar el flujo de refugiados. Otros diplomáticos extranjeros dijeron que el área costera y sus pueblos montañosos podían ser el escenario de un derramamiento de sangre alauí si los radicales islamistas conseguían apoderarse del territorio.
El 6 de agosto, el OSDH aseguró que los rebeldes habían capturado 11 localidades alauíes en los tres días previos. Una fuente de seguridad restó importancia al informe diciendo que sólo dos pueblos estaban siendo controlados por los rebeldes tras el contraataque del Ejército. El OSDH informó también que un número de ejecuciones se habían llevado a cabo durante el transcurso de la ofensiva.
Cuatro puestos militares en las colinas fueron también presuntamente capturadas por las fuerzas de la oposición. Estos lugares eran utilizados por los efectivos gubernamentales para lanzar desde ellos ataques y bombardear aldeas rebeldes. Además, arrebataron cuatro tanques a las tropas gubernamentales, ametralladoras y una gran cantidad de municiones.
El 7 de agosto, el ejército sirio anunció que había retomado las localidades de Aramo y Esterba. Un clérigo alauí confirmó que 13 pueblos habían sido capturados por las fuerzas rebeldes, pero 6 habían sido recapturadas por el ejército el día anterior. También aseguró que los rebeldes habían matado a más de 100 personas en masacres sectarias contra los aldeanos, principalmente mujeres y niños. Dos días más tarde, el OSDH confirmó que docenas de civiles alauíes habían sido asesinados en el área. Otros activistas informaron también que 60 civiles habían muerto en la ofensiva.
El 9 de agosto, activistas de la oposición informaron que los comandantes del ELS habían ordenado a sus batallones en la provincia detener su avance y retirarse de los pueblos que habían capturado. El motivo era que los suministros de armas a los rebeldes había sido detenidos en las horas previas. Sin embargo, fuentes importantes del ELS negaron que se hubiera ordenado una orden de retirada. Un activista de la oposición dijo que en realidad los luchadores rebeldes habían rechazado la petición de retirada del ELS, y que debido a la escasez de suministros recurrieron al uso de munición que habían capturado a las fuerzas gubernamentales durante el ataque. Más tarde ese día, el Ejército Sirio atacó tres pueblos. Los medios de comunicación estatales aseguraron que el ejército había recapturado los tres. En cambio, los activistas indicaron que solo había recapturado uno, Qashba, mientras que en los otros dos la lucha continuaba.
Las fuerzas rebeldes, por su parte, aseguraron en un vídeo en línea que habían conseguido capturar el pueblo de Kharratah, tres kilómetros al sur de Salma. Sin embargo, las fuerzas rebeldes habían confirmado la captura del pueblo al inicio de la ofensiva días atrás. Durante la noche, varios ataques aéreos golpearon Salma, matando a 10 rebeldes, incluyendo 4 extranjeros, y 10 civiles.
Para el 11 de agosto, habían aparecido informes de asesinatos en masa de civiles por las fuerzas rebeldes en los pueblos alauíes capturados, así como el secuestro de centenares más.

### Contraataque leal
El 16 de agosto, el Ejército lanzó una contraofensiva, aparentemente capturando rápidamente dos pueblos.
El 18 de agosto, el Ejército Sirio aseguraba haber recapturado nueve pueblos durante los dos días anteriores. Un activista de la oposición confirmó que los rebeldes habían perdido 7 pueblos, pero indicó que habían recapturado 5 de ellos. Más tarde, el OSDH reconoció que el ejército había ganado terreno y recapturado varios pueblos durante el día. Añadieron que el ejército había matado a luchadores extranjeros, incluyendo un emir libio del EIIL, grupo afiliado a Al Qaeda. La fuerza aérea bombardeó posiciones rebeldes en las montañas de Jabal al-Akrad. Un caza de reacción fue aparentemente derribado y su piloto capturado por los rebeldes.
El 19 de agosto, los medios de comunicación estatales informaron que el ejército había recapturado todas las posiciones rebeldes tras capturar la Cordillera Nabi Ashia y las áreas adjuntas en el norte de la provincia. Según una fuente de seguridad, la única zona controlada por rebeldes se encontraba alrededor del pueblo de Salma, desde donde los rebeldes habían iniciado su ofensiva. Los activistas de la oposición confirmaron que el ejército había capturado 9 pueblos alauíes, pero que la lucha continuaba en dos más. Las tropas gubernamentales consiguieron retomar todos los puestos de observación militares perdidos al inicio de la ofensiva. Más tarde se confirmó que todos los pueblos habían sido recapturados por el ejército.

### Masacre rebelde de civiles
El 26 de agosto, el Observatorio Sirio de Derechos Humanos informó que el clérigo alauí secuestrado, Badr Ghazal, había sido ejecutado por el Frente Al-Nusra.
Un mes después de la ofensiva, informes adicionales reportaron la muerte de civiles a manos de rebeldes. Se habrían encontrado dos fosas comunes, y mujeres secuestradas habían sido transportadas en camiones para ser violadas por luchadores rebeldes. Se estimó que de 62 a 140 civiles habían sido masacrados, y entre 105 y 199 estaban desaparecidos o secuestrados.
El 11 de octubre, Human Rights Watch publicó un informe en el que se indicaba que, tras una investigación, habían encontrado violaciones graves de los derechos humanos por parte del Estado Islámico de Irak y el Levante, incluyendo ejecuciones, asesinatos y secuestros. Según el informe, 190 civiles fueron asesinados por fuerzas rebeldes, 67 de ellos ejecutados. En el momento de publicarse el informe, más de 200 rehenes continuaban secuestrados por fuerzas islamistas, principalmente mujeres y niños.